# Christlich-soziale Partei Liechtensteins
Die Christlich-soziale Partei Liechtensteins (CSP) war eine 1961 gegründete Partei in Liechtenstein. Sie trat erstmals 1962 zur Landtagswahl an und errang 10,09 % der Stimmen. Aufgrund der damaligen Sperrklausel von 18 % erhielt sie jedoch kein Mandat.
Eine Wahlbeschwerde der CSP an den Staatsgerichtshof wurde zwar abgewiesen, die Sperrklausel von 18 % (laut Art. 22, Wahlgesetz vom 18. Januar 1939) jedoch für verfassungswidrig erklärt und aufgehoben. Auch die Wahlbeschwerde nach der nächsten Landtagswahl von 1966 (8,74 % für die CSP) wurde abgewiesen.
Bei den weiteren Landtagswahlen bis 1974 konnte die Partei bei sinkendem Stimmenanteil weiterhin kein Landtagsmandat erringen.